# Krynica (powiat hajnowski)
Krynica – wieś w Polsce położona w województwie podlaskim, w powiecie hajnowskim, w gminie Narewka. Leży na skraju Puszczy Ladzkiej. 
W latach 1975–1998 miejscowość należała administracyjnie do województwa białostockiego.

## Historia
Wieś powstała w XVIII wieku, nazwa pochodzi od rzeczki Krynicy.
W 1915 znaczna część mieszkańców udała się w głąb Rosji w ramach bieżeństwa. Podczas II wojny światowej, w kwietniu 1942 wieś została spacyfikowana przez Niemców. Podczas „akcji” rozstrzelano trzech mieszkańców wsi - Chodakowskiego, Kiełbaszewskiego, nazwiska trzeciego mieszkańca nie ustalono.
W 1945 tylko jeden gospodarz wyjechał do Białoruskiej SRR.

## Demografia
W 1847 roku wieś liczyła 7 domów, w których mieszkało 47 osób, w 1913 roku wieś liczyła 15 domów i 133 mieszkańców, w roku 2007 – 8 domów i 18 mieszkańców.
Według spisu ludności z 30 września 1921 roku w Krynicy zamieszkiwały 103 osoby w 16 domach, wszyscy podali narodowość polską.

## Religia
Mieszkańcy wsi  wyznania prawosławnego, należą do parafii w Łosince. Według stanu parafii z 31 grudnia 2007 roku, 18 parafian pochodziło z Krynicy. Natomiast wierni kościoła rzymskokatolickiego należą do parafii św. Jana Chrzciciela w Narewce.
Według spisu ludności z 30 września 1921 roku 100 osób było wyznania prawosławnego, 1 osoba była wyznania rzymskokatolickiego, 1 ewangelickiego, 1 mojżeszowego.